# Karhu pakura naturreservat
Karhu pakura naturreservat är ett naturreservat i Kiruna kommun i Norrbottens län.
Området är naturskyddat sedan 2019 och är 2,4 kvadratkilometer stort. Reservatet omfattar östra sluttningen av berget Karhuvaara och våtmarkerna nedanför. Reservatet består av gammelgranar och tallar i sluttningen.  